# 단층지괴

단층지괴(斷層地塊, fault block)란 단층의 운동으로 인하여 인접 지역보다 상대적으로 높아지거나 낮아진 지괴를 말하며, 지구와 지루 등이 그 예이다.

## 같이 보기
- 판 구조론